# Alfredo Di Frassineto
Alfredo Hertz, Conte di Frassineto (Firenze, 9 gennaio 1869 – Firenze, 16 luglio 1956) è stato un imprenditore e politico italiano.
Uomo di spicco della vita imprenditoriale e politica toscana, si è occupato principalmente della gestione delle grandi tenute agricole della sua famiglia. È stato consigliere comunale e provinciale, membro della deputazione provinciale ad Arezzo e consigliere comunale di Firenze. Per il comune di Arezzo ha ricoperto numerosi incarichi come la rappresentanza nel consorzio della ferrovia Arezzo-Sinalunga, la presenza nei consigli di disciplina degli agenti municipali e dei salariati comunali. È stato presidente della Banca di agricoltura di Arezzo ed ha fatto parte di diverse istituzioni a carattere culturale. Senatore dal 1929, è decaduto per sentenza dell'Alta Corte di Giustizia per le Sanzioni contro il Fascismo pronunciata il 6 giugno 1945.